# ۱۵۲۱ (میلادی)
۱۵۲۱ (میلادی) هزار و پانصد و بیست و یکمین سال تقویم میلادی است.

## رویدادها
- ۶ مارس - فردیناند ماژلان گوام را کشف می‌کند.
- ۱۶ مارس - فردیناند ماژلان به فیلیپین می‌رسد.
- ۷ آوریل - فردیناند ماژلان وارد جزیره سبو می‌شود.
- ۲۷ آوریل - فردیناند ماژلان در نبرد ماکتان در فیلیپین کشته می‌شود.

## زادگان
- ۱ دسامبر - تاکدا شینگن، جنگ‌سالار ژاپنی
- ۴ اوت – اوربان هفتم، کشیش و دیپلمات ایتالیایی (د. ۱۵۹۰)

## درگذشتگان
- ۲۷ آوریل - فردیناند ماژلان، کاشف و دریانورد پرتغالی
- ۱۰ مه – زباستیان برانت، شاعر و نویسنده آلمانی (ز. ۱۴۵۷)
- ۲۷ اوت – ژوسکن د پره، آهنگساز بلژیکی